# Battaglia di Fort Necessity
La battaglia di Great Meadows, anche conosciuta come battaglia di Fort Necessity, è lo scontro avvenuto il 3 luglio 1754, fra le truppe inglesi e quelle francesi nelle colonie del nord America. Tale battaglia segnò l'inizio della guerra franco-indiana, poi divenuta parte della più estesa guerra dei sette anni. La battaglia si svolse in località chiamata Great Meadows nell'allora territorio indiano, oggi parte della Contea di Fayette, in Pennsylvania.

## Il contesto
Nella seconda metà del XVIII secolo, la Francia e la Gran Bretagna cercarono di consolidare ed estendere i propri dominî nelle rispettive colonie del nord America, delimitate da incerti confini e separate da un vasto territorio indiano, per buona parte inesplorato e considerato una sorta di "terra di nessuno".
Le due potenze europee trovarono particolari motivi di frizione in merito al controllo della valle del fiume Ohio, da entrambe ritenuta di grande importanza strategica.

## I precedenti

### Fort Prince George
Nel tentativo di forzare la situazione, la Gran Bretagna spinse il governatore della Virginia a realizzare un presidio militare alla confluenza dei fiumi Allegheny e Monongahela, che danno origine all'Ohio, ove è oggi la città di Pittsburg. Un distaccamento dell'esercito coloniale della Virginia fu inviato in quel punto per costruirvi Fort Prince George. Avvertiti del pericolo, i francesi giunsero in forze, costringendo gli occupanti del fortilizio alla resa. I militari del Reggimento Virginia furono rispediti alle loro terre, mentre Fort Prince George venne raso al suolo e subito sostituito dal più imponente Fort Duquesne che rimase un caposaldo francese fino al 1758, anno in cui venne distrutto e rimpiazzato da Fort Pitt.

### L'imboscata di Jumonville

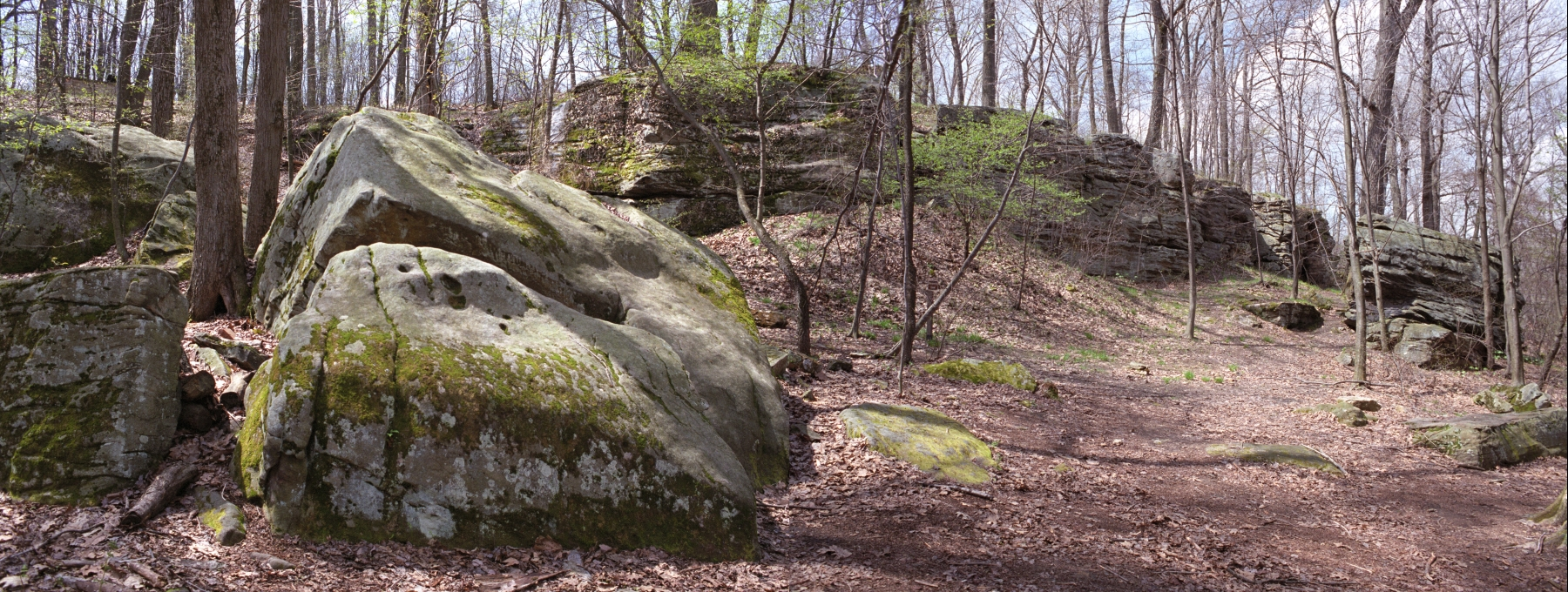
Il luogo dell'imboscata, ora chiamato Jumonville Glen

In seguito a questo fatto, le autorità francesi inviarono Joseph Coulon de Jumonville a parlamentare con gli inglesi, con 30 militari di scorta, allo scopo di trovare un accordo. Forse a causa di un equivoco o, più probabilmente, per impedire un accordo ufficiale tra i diplomatici di Luigi XV e di Giorgio III che escludesse i coloni della Virginia dal controllo del fiume Ohio, venne organizzata un'imboscata.
Una quarantina di soldati della Virgina al comando del giovane tenente colonnello George Washington, appoggiati da guerrieri irochesi della tribù Séneca, ostile ai francesi, attaccarono la missione diplomatica durante un bivacco, la sera del 28 maggio 1754. Il bilancio fu di 21 prigionieri e 10 morti francesi; tra questi il legato de Jumonville.
Il fatto è passato alla storia come l'imboscata di Jumonville e il sito ove venne perpetrata è ora chiamato Jumonville Glen.

### La reazione francese
Dei 21 prigionieri francesi, 19 vennero subito rilasciati e, al loro ritorno, riferirono dell'imboscata e di come il legato de Jumonville fosse stato fucilato su ordine di George Washington, dopo aver mostrato le proprie credenziali e protestato per l'indiscriminato attacco.
La reazione delle autorità francesi non si fece attendere: George Washington fu dichiarato assassino di Joseph Coulon de Jumonville e per provvedere alla sua cattura fu inviato un piccolo corpo di spedizione, comandato dal fratello Louis Coulon de Villiers e composto da 500 militari e un centinaio di guerrieri uroni.
Giunti sul luogo dell'imboscata, i francesi trovarono i dieci cadaveri dei connazionali, lasciati alla mercé dei lupi. Dopo le operazioni di sepoltura, incominciarono l'inseguimento al reparto dei virginiani che si protrasse per quasi un mese.

## La battaglia di Great Meadows

### Fort Necessity

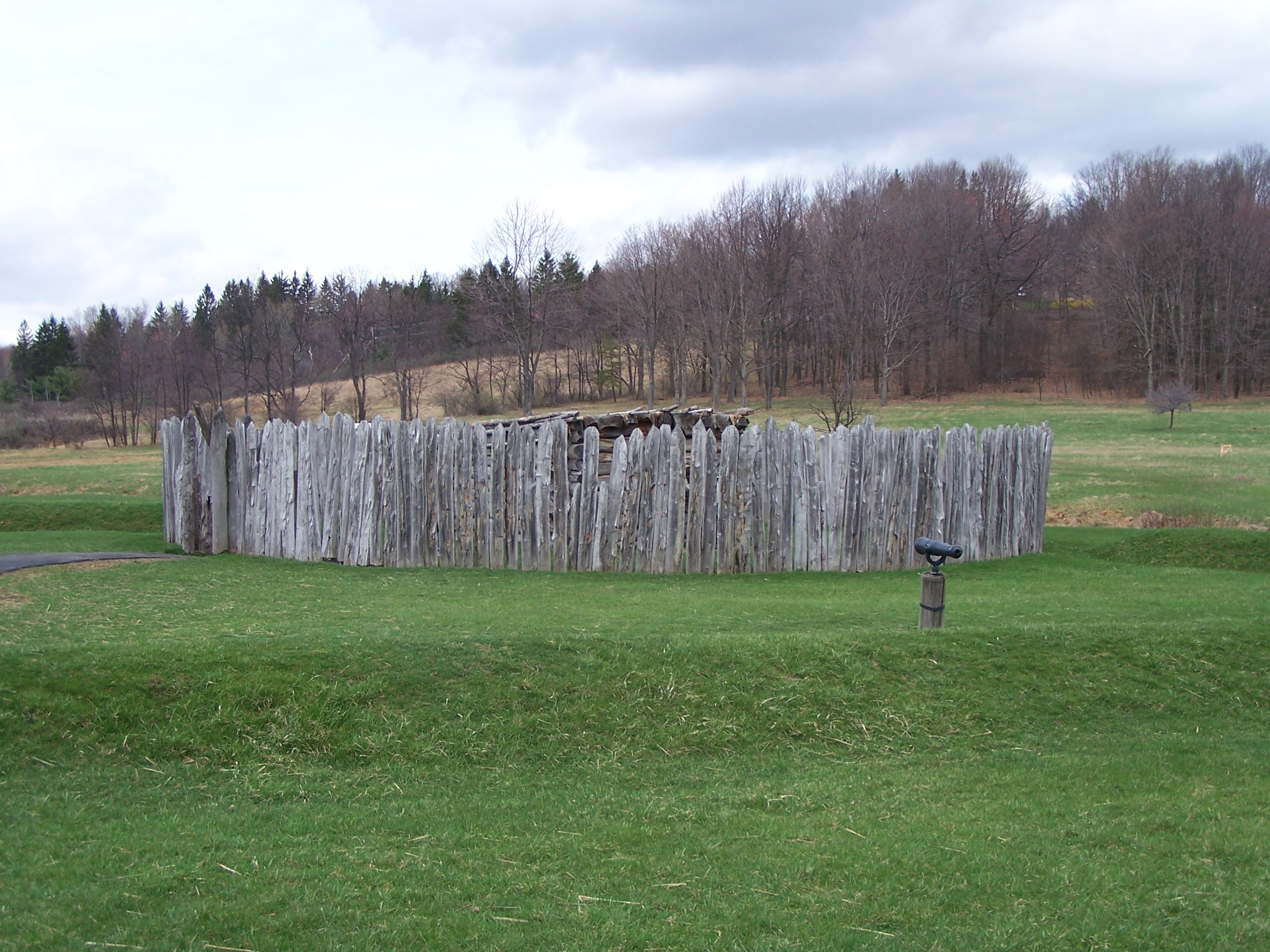
La rada di Great Meadows con il fortino ricostruito negli anni settanta

In attesa della prevedibile rappresaglia francese, Washington aveva radunato un centinaio di soldati della Virgina e un altro centinaio di guerrieri Séneca, posizionandosi nella radura di Great Meadows dove fece costruire un fortilizio d'emergenza, chiamato appunto Fort Necessity. A dare manforte alle truppe virginiane, il 28 giugno, furono inviati 100 soldati dell'esercito regolare inglese, dal vicino Fort Cumberland, guidati dal capitano James Mackay.
L'improvvisato fortilizio, posto sulla sponda di un corso d'acqua, era costituito da un'unica baracca d'alloggio in legno, protetta da una palizzata a pianta triangolare e, all'esterno, da un trincea con terrapieno, sopraelevato al piano di campagna.
La convivenza tra Washington e Mackay fu subito problematica. Il primo rivendicava il comando in forza del suo grado superiore, mentre il secondo pretendeva che fosse rispettato il maggior rango di un ufficiale dell'esercito regolare inglese, nei confronti del collega coloniale. Non riuscendo a trovare una soluzione, i due decisero di guidare separatamente le rispettive compagini.

### Lo scontro
La colonna francese giunse a Great Meadows alle ore 11 del 3 luglio e, vista la situazione, si dispose immediatamente per il combattimento. L'approntamento difensivo operato dagli inglesi, infatti, non fu un buon esempio di tattica militare. Fort Necessity era stato posizionato in una depressione ai piedi delle colline circostanti e le prime file di alberi che delimitavano la radura erano a distanza utile per consentire ai fucilieri francesi di trovare un sicuro riparo e tenere sotto tiro il forte.
Dalle loro posizioni elevate e sicure, i francesi investirono il forte con un fuoco continuo ed efficace che, ben presto, decimò gli assediati, oltre a produrre una settantina di feriti. La risposta di fucileria dal forte fu altrettanto sostenuta, ma senza causare danni rilevanti all'avversario che manteneva il grosso dei reparti fuori dalla portata dei fucili inglesi.
Nel primo pomeriggio, la situazione fu aggravata da un violento acquazzone estivo, le cui precipitazioni si concentrarono nella depressione della radura, allagando la trincea e trasformando Fort Necessity in un pantano impraticabile. Inoltre, la riserva di munizioni degli inglesi iniziava a scarseggiare.

### La resa

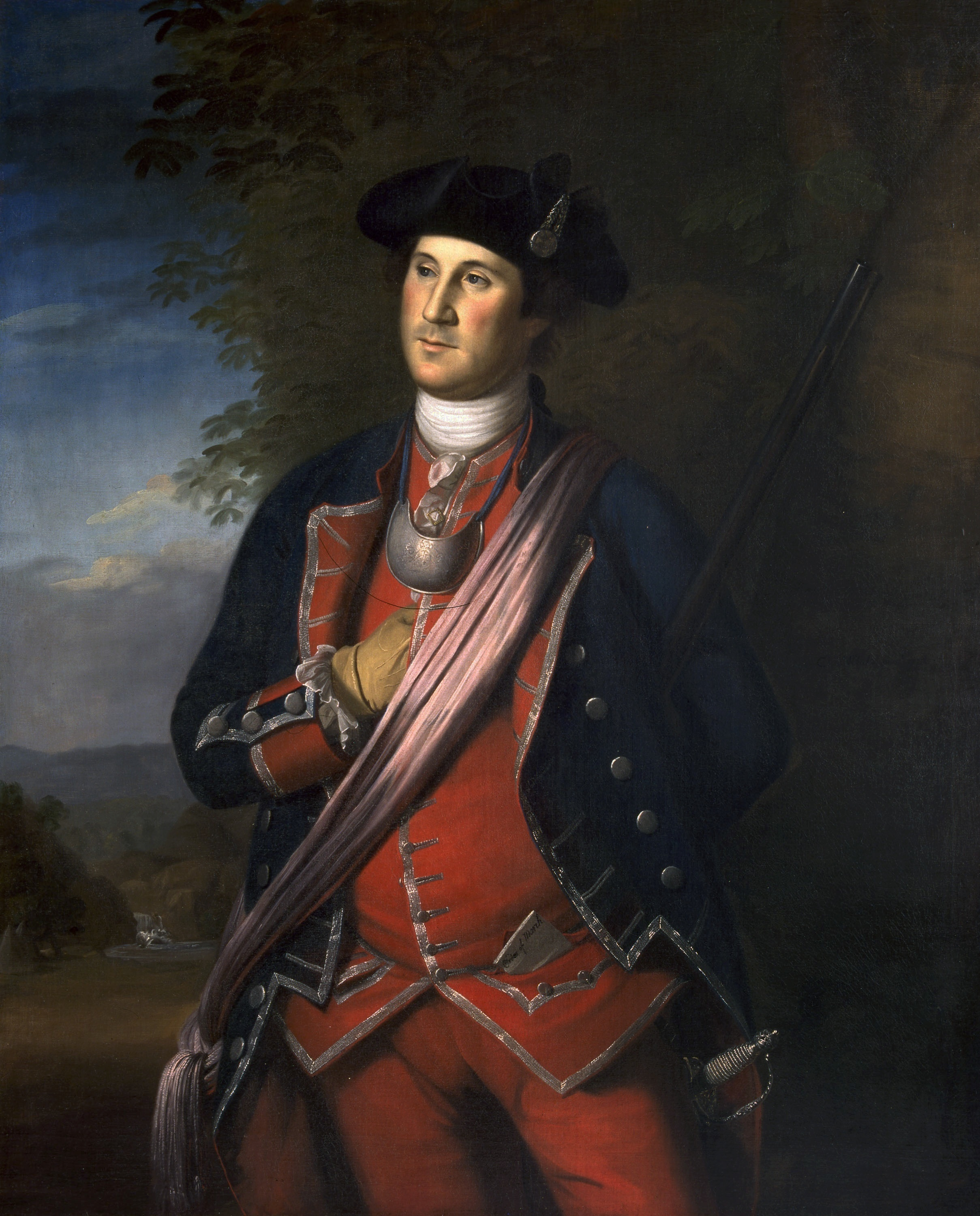
George Washington in uniforme da ufficiale del Reggimento Virginia

La situazione costrinse Washington a chiedere la resa, ma le trattative furono seriamente ostacolate dal fatto che nessun francese parlava la lingua inglese e nessun inglese parlava la lingua francese.
Dopo un paio d'ore di inutili trattative, nelle retrovie francesi fu rintracciato un soldato olandese che parlava stentatamente entrambi gli idiomi, rendendo possibile un rudimentale livello di comprensione tra le parti.
Nel documento di capitolazione di Fort Necessity, redatto in francese, veniva congiuntamente affermato che la rappresaglia francese non era da considerarsi atto di belligeranza tra la Francia e la Gran Bretagna, ma la semplice rappresaglia per l'attacco alla legazione francese e l'assassinio del legato de Jumonville, per il quale George Washington ammetteva la personale responsabilità.
Dopo la firma dei comandanti, fu concesso ai soldati virginiani e a quelli inglesi di tornare ai loro acquartieramenti, mantenendo le armi. Furono trattenuti solamente due soldati come ostaggi, in attesa che gli ultimi due militari francesi catturati nell'imboscata di Jumonville, Robert Stobo e Jacob Van Braam, fossero liberati.
Dopo aver dato alle fiamme Fort necessity, anche le truppe francesi si ritirarono, raggiungendo Fort Duquesne.

## Conseguenze
Nonostante quanto sottoscritto nell'atto di capitolazione, nulla venne mantenuto. George Washington negò ogni responsabilità nell'assassino del legato francese, singolarmente attribuendo l'atto ad un capo indiano, convinto che de Jumonville avesse mangiato suo padre, e disconoscendo la propria ammissione di colpa che denunciò essere viziata da difetti nella traduzione dal francese.
Anche i buoni propositi di non belligeranza e le assicurazioni di amicizia tra Francia e Gran Bretagna furono disattesi. Attraverso la costruzione di Fort Duquesne, infatti, i francesi avevano posto una pesante ipoteca sul controllo del fiume Ohio, la cui navigazione era vitale per i commerci dei coloni virginiani. Gli inglesi prepararono l'immediata riscossa che fu tentata nell'estate successiva con la spedizione Braddock.
La battaglia di Fort Necessity diede l'avvio alla guerra franco-indiana che gli osservatori dell'epoca ritennero una delle principali cause, se non la principale, della sanguinosa guerra dei sette anni, considerata da Churchill come la prima guerra mondiale della storia. Il filosofo illuminista francese Voltaire, noto per le sue posizioni anglofile, ebbe parole durissime per il comportamento di George Washington nell'imboscata di Jumonville e non meno critici furono molti intellettuali d'oltremanica. Lo scrittore inglese Horace Walpole, dopo lo scoppio della guerra in Europa, commentò: «Un colpo esploso da un giovane virginiano nelle foreste d'America ha messo a fuoco il mondo».

## Il sito storico
La rada di Great Meadow fu acquistata da Washington nel 1799, pochi mesi prima della sua morte. Negli anni trenta del XX secolo il sito fu vincolato come luogo storico e denominato Fort Necessity National Battlefield. Dopo una lunga ricerca archeologica, negli anni settanta, il fortilizio è stato ricostruito nelle presunte posizione e forma originarie, a vantaggio dei molti visitatori che vi si recano.